# 维扬日
维扬日（法語：Vianges，法語發音：[vjɑ̃ʒ]）是法国科多尔省的一个市镇，属于博讷区。

## 地理
维扬日（47°9'40"N, 4°19'29"E）面积8.81 平方千米，位于法国勃艮第-弗朗什-孔泰大區科多尔省，该省份为法国中东部省份，北起奥布省，西接涅夫勒省和约讷省，南至索恩-卢瓦尔省，东南接汝拉省，东临上索恩省，东北部与上马恩省接壤。
与维扬日接壤的市镇（或旧市镇、城区）包括：桑斯雷、巴尔勒雷居利耶、莫尔旺地区布拉泽、迪扬塞、马尔舍瑟伊。
维扬日的时区为UTC+01:00、UTC+02:00（夏令时）。

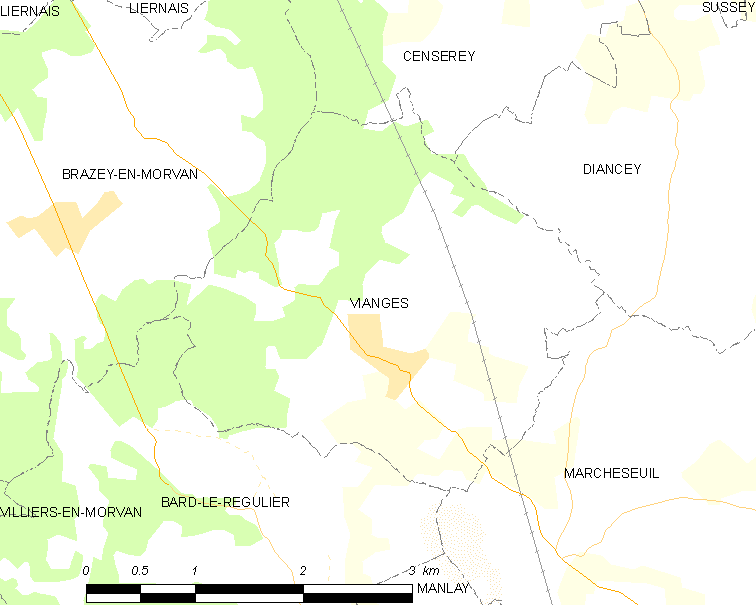
维扬日的OSM定位图

## 行政
维扬日的邮政编码为21430，INSEE市镇编码为21675。

## 政治
维扬日所属的省级选区为阿尔奈勒迪克县。

## 人口

1962-2008年间维扬日人口变化图示

维扬日于2022年1月1日时的人口数量为36人。